# Werner Bischof
Werner Bischof (Zurique, 26 de abril de 1916— Trujillo, Peru, 16 de maio de 1954) foi um fotógrafo suíço.
Estudou na Escola de Artes Decorativas de Zurique (1932-1936), sendo aluno de Hans Finsler, fotógrafo da Nova Objetividade, o que o levou a um estilo meticuloso e perfeccionista. Em 1942 entrou como fotógrafo de moda na revista Du, mas após a guerra começou uma viagem pela Europa retratando os desastres criados pela contenda mundial. Em 1949 entrou para na Agência Magnum, tornando-se repórter internacional, embora seguisse com o seu estilo perfeccionista, caracterizado pela composição da luz e pela estrutura formal das suas instantâneas. Em 1951 realizou uma reportagem para a revista Vogue na província indiana de Bihar, que publicou com o título Fome na Índia, obtendo um grande sucesso. Nos seguintes anos viajou pelo Japão, Indochina e Coreia, refletindo principalmente os ambientes de pobreza desses países e, em especial, as crianças. Morreu num acidente nos Andes peruanos.